# Маша Шарапова
1. перенаправление Шарапова, Мария Юрьевна